# Estadio municipal de Portimão
El Estadio Municipal de Portimão es un estadio de fútbol situado en el centro de la ciudad de Portimão en el Algarve, Portugal. El recinto fue inaugurado en 1937 y posee una capacidad de 4961 personas, es el actual estadio del Portimonense SC de la Primeira Liga.
En 2006, Portimonense se vio obligado a jugar fuera del Estadio Municipal en el Estadio Algarve de la ciudad de Faro, construido para la Eurocopa 2004, situado a 70 kilómetros de Portimão. En febrero de 2007, sin embargo, Portimonense volvió a su casa y el Ayuntamiento de Portimão compró el sitio cinco meses después. Esto permitió las renovaciones necesarias para el alojamiento de la competencia de nivel superior: la instalación de asientos verdes (en los colores de la ciudad), los nuevos torniquetes y las instalaciones de seguridad.
En la temporada 2009-10, Portimonense ganó la promoción a la Primeira Liga para la temporada siguiente. El verano de 2010 fue una época de renovación del estadio, ya que se introdujeron modificaciones en el sistema de lanzamiento y drenaje, así como en el puesto oeste, con lo que la capacidad alcanzó los 9544 a un costo de 800 000 euros. La construcción tardó más de lo esperado y el club tuvo que esperar hasta el final del año antes de que pudieran usar su estadio nuevamente. El primer partido de liga en casa del club en el estadio renovado fue el 6 de febrero de 2011 contra Paços de Ferreira, que salió victorioso con el único gol del partido.